# Opsimea nigripennis
Opsimea nigripennis — вид жуков-узкокрылок.

## Распространение
Встречается этот вид в южной части Сахалина, на южных Курильских островах (острова Шикотан, Итуруп), а также в Японии (острова Хоккайдо, Хонсю, Сикоку, Кюсю).

## Описание
В длину жук достигает 7—11 мм. Тело жука (исключая челюстных щупиков) чёрное, хотя иногда надкрылья полностью или отчасти жёлто-бурые, голова сзади и переднеспинка с густой, не грубой пунктировкой и часто нежно шагренированные, матовые или довольно блестящие.